# Мокрик Радомир Романович
Радомир Романович Мокрик (нар. 18 серпня 1987) — український історик, культуролог, науковий працівник Інституту східноєвропейських студій на філософському факультеті Карлового університету в Празі.
Автор близько 30 публікацій на сайті «Історична правда». Автор книги «Бунт проти імперії: українські шістдесятники».

## До життєпису
Вивчав культурологію у Львівському національному університеті імені Івана Франка і модерну історію в Карловому університеті в Празі. Також навчався в Оксфорді.
У 2021 році в Карловому університеті захистив дисертацію на тему «Шістдесятники і колоніальний дискурс радянської культури в Україні в час відлиги. 1956—1964».
Від початку повномасштабного російського вторгнення викладає у Карловому університеті дистанційно, бо залишив Прагу і повернувся до Львова. У Львові викладає в Українському католицькому університеті.